# Lalonde Gordon
Lalonde Gordon (* 25. November 1988 in Lowlands) ist ein Leichtathlet aus Trinidad und Tobago, der sich auf den 400-Meter-Lauf spezialisiert hat.

## Sportliche Laufbahn
Erste internationale Erfahrungen sammelte Lalonde Gordon 2010 bei den Zentralamerika- und Karibikspielen in Mayagüez, bei denen er mit der trinidadisch-tobagischen 4-mal-400-Meter-Staffel die Bronzemedaille gewann. Über 400 Meter qualifizierte er sich für die Commonwealth Games in Neu-Delhi, bei denen er mit 46,33 s im Halbfinale ausschied. 2011 gewann er bei den CAC-Meisterschaften erneut in Mayagüez mit der Staffel in 3:01,65 min die Silbermedaille hinter den Bahamas. Erste größere internationale Erfolge feierte Gordon bei den Hallenweltmeisterschaften 2012 in Istanbul. Als Startläufer in der 4-mal-400-Meter-Staffel seines Landes gewann er zusammen mit Renny Quow, Jereem Richards und Jarrin Solomon die Bronzemedaille. Dabei erzielte das Quartett mit einer Zeit von 3:06,85 min einen nationalen Rekord. Zudem nahm er auch im Einzelbewerb über 400 Meter teil und schied dort mit 47,75 s in der ersten Runde aus. Der endgültige Durchbruch gelang ihm im selben Jahr bei den Olympischen Spielen in London. Im 400-Meter-Lauf wurde er in persönlicher Bestleistung von 44,52 s Dritter hinter Kirani James aus Grenada und Luguelín Santos aus der Dominikanischen Republik. Eine weitere Bronzemedaille sicherte er sich in der 4-mal-400-Meter-Staffel. Gemeinsam mit Solomon, Ade Alleyne-Forte und Deon Lendore lief er im Finale in Landesrekordzeit von 2:59,40 min hinter den Mannschaften der Bahamas und der Vereinigten Staaten auf Platz drei.
2013 gewann er bei den CAC-Meisterschaften in Morelia über 200 Meter in 20,28 s die Silbermedaille hinter Antoine Adams aus St. Kitts und Nevis. Damit qualifizierte er sich auch für die Weltmeisterschaften in Moskau, bei denen er mit 21,14 s im Halbfinale ausschied. Zudem belegte er mit der Staffel in 3:01,74 min den fünften Platz. 2014 qualifizierte er sich über 400 Meter für die Hallenweltmeisterschaften in Sopot, bei denen er mit 46,39 s den fünften Platz erreichte. Anschließend gewann er bei den World Relays auf den Bahamas die Bronzemedaille. Bei seiner zweiten Teilnahme an den Commonwealth Games in Glasgow gewann er in 44,78 s die Bronzemedaillen im Einzelbewerb sowie in 3:01,51 min mit der Staffel. Bei den IAAF World Relays 2015 belegte er mit der Staffel im Finale Platz sieben. Daraufhin gewann er bei den NACAC-Meisterschaften in San José in 44,89 s den Titel und qualifizierte sich auch für die Weltmeisterschaften in Peking, bei denen er mit der 4-mal-400-Meter-Staffel seines Landes mit neuem Landesrekord von 2:58,20 min im Finale die Silbermedaille hinter den Vereinigten Staaten gewann. Zudem erreichte er über 400 Meter das Halbfinale.
2016 erreichte er bei den Hallenweltmeisterschaften in Portland über 400 Meter erneut das Finale und belegte diesmal mit 47,62 s den sechsten Platz, gewann aber mit der Staffel in 3:05,51 min die Bronzemedaille. Er qualifizierte sich erneut für eine Teilnahme an den Olympischen Spielen, bei denen er diesmal mit 45,13 s im Halbfinale ausschied und mit der Staffel bereits im Vorlauf disqualifiziert wurde. Bei den IAAF World Relays 2017 belegte er mit der Staffel den vierten Platz und nahm im August an den Weltmeisterschaften in London teil, bei denen er ein weiteres Mal das Halbfinale erreichte, jedoch mit der 4-mal-400-Meter-Staffel in 2:58,12 min die Goldmedaille vor den Vereinigten Staaten gewann. 2018 belegte er mit der Staffel in 3:02,52 min den vierten Platz bei den Hallenweltmeisterschaften in Birmingham. Im April schied er bei den Commonwealth Games im australischen Gold Coast in der ersten Runde über 400 Meter aus und belegte mit der Staffel in 3:05,84 min den vierten Platz.
2012 und 2014 wurde Gordon trinidadisch-tobagischer Meister im 400-Meter-Lauf sowie 2013 und 2014 über 200 Meter. Zudem gewann er 2012 auch den Titel mit der 4-mal-400-Meter-Staffel.

## Bestleistungen
- 200 Meter: 20,26 s (+0,5 m/s), 23. Juni 2013 in Port of Spain
  - 200 Meter (Halle): 20,49 s, 28. Januar 2017 in Boston
- 400 Meter: 44,52 s, 6. August 2012 in London
  - 400 Meter (Halle): 45,17 s, 8. Februar 2014 in Boston